# Lojatapaculo
De lojatapaculo (Scytalopus androstictus) is een zangvogel uit de familie Rhinocryptidae (tapaculo's). De soort is in 2010 als ondersoort van de páramotapaculo (S. opacus) beschreven en kreeg tien jaar later de soortstatus.

## Verspreiding en leefgebied
Deze soort komt voor op de oosthellingen van de Andes in het zuiden van Ecuador en het noorden van Peru op hoogten tussen de 2900 en 3300 meter boven zeeniveau.